# Janosik (serial animowany)
Janosik – polsko-słowacki serial animowany z 2013 roku, emitowany w Polsce na kanale TVP ABC od 14 września 2015 roku.
Tematem serialu są przygody znanego z legend dobrego rozbójnika Janosika, który postanowił wypowiedzieć wojnę wyzyskowi i niesprawiedliwości, jakich doświadczali niezamożni mieszkańcy wsi.

## Obsada
- Adrian Perdjon – Janosik
- Jarosław Budnik – Możny Pan
- Janusz Wituch – Pietrek
- Olga Bończyk
- Aleksandra Rojewska
- Jarosław Domin